# Mecanismo de solidariedade da FIFA

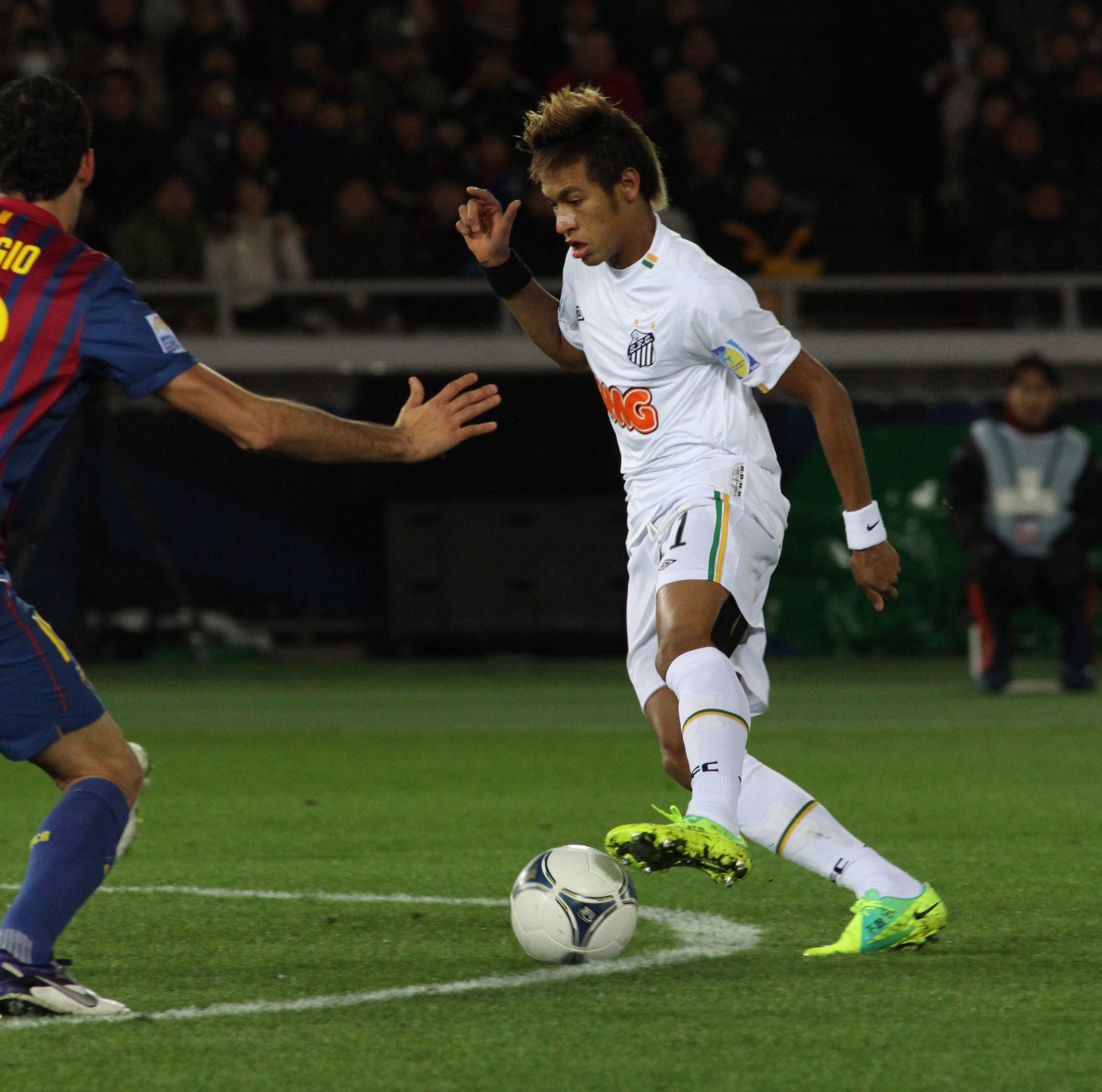
Santos Futebol Clube e Neymar - O clube tem direito a 4% do total do valor pago em futuras transferências do craque, já que Neymar saiu da agremiação com 21 anos.

O Mecanismo de Solidariedade da FIFA, também chamado de Mecanismo de Solidariedade por Formação de Atleta, é um dispositivo previsto no Regulamento de Transferências da FIFA, que foi criado no inicio dos anos 2000 com o objetivo de incentivar os clubes a formarem atletas, que permite que até 5% do valor total de cada transferência internacional de um atleta seja dividido proporcionalmente a todos os clubes pelos quais aquele atleta passou até completar 23 anos.
Os 5% são divididos da seguinte forma:
- Temporada do 12º ao 15º aniversário: clube leva 0,25% da compensação total por cada ano.
- Temporada do 16º ao 23º aniversário: clube leva 0,5% da compensação total por cada ano.

## Como Funciona
Para ter direito ao mecanismo de solidariedade, o clube precisa atender de forma concomitante aos seguintes requisitos:
- Fornecer programa de treinamento nas categorias de base;
- Fornecer complementação educacional;
- Estar com o atleta em formação inscrito por pelo menos um ano;
- Comprovar que utilizou o atleta em competições oficiais;
- Garantir assistência educacional, psicológica, médica, odontológica, bem como alimentação, transporte e convivência familiar;
- Manter alojamento e instalações desportivas em condições adequadas;
- Manter corpo de profissionais especializados;
- Ajustar o tempo destinado a efetiva formação (nunca superior a quatro horas diárias) ao horário escolar, exigindo do atleta presença e satisfatório aproveitamento;
- Ser a formação gratuita para o atleta, ou seja, às expensas do clube;
- Comprovar que participa, anualmente, em pelo menos duas categorias de campeonatos oficiais.

Cada vez que ocorrer uma transferência de um jogador que se encontre ainda em contrato com o atual clube, cabe a negociação de valores onde o clube contratante paga ao clube de origem. 
Tratando-se de uma transferência internacional, cabe o direto do clube formador em pleitear o seu proporcional. A comprovação desse direito deverá ser feita mediante a apresentação do Passaporte do Jogador.
Nem sempre o clube formador tem informação sobre as subsequentes transferência de um jogador depois que ele sai desse clube. Esta informação pode chegar ao clube formador através do próprio jogador, notícias veiculadas pela imprensa ou sites como o mecanismo de solidariedade da FIFA.
Com o objetivo de agilizar o processo burocrático de comprovação dos requisitos, a CBF certifica os clubes que atendem os requisitos acima descritos como "Entidade de Prática Desportiva Formadora". Dessa forma, no momento da transferência, basta o clube formador apresentar este “certificado” para que ele possa fazer valer o direito a este dispositivo.

## Passaporte do Jogador
O Passaporte do Jogador consiste numa espécie de curriculum que contem a ficha completa do jogador.
Neste documento, é registado o histórico do jogador e os clubes por onde ele passou ao longo da sua carreira.
O clube formador pode solicitar este documento sempre que tiver informação ao direito de cobrança do mecanismo de solidariedade. 